# 최예슬 (배우)
최예슬(1994년 1월 4일 ~ )은 대한민국의 배우이다.

## 학력
- 2009 ~ 2012 한림연예예술고등학교 실용무용과 졸업
- 2012 ~ 2016 성균관대학교 연기예술학 학사

## 출연 작품

### 드라마
- 2013년 SBS 수목드라마 《그 겨울, 바람이 분다》 ... 박진성 동생 역
- 2014년 SBS 플러스 드라마 《여자만화 구두》 ... 희은 역
- 2014년 OCN 일요드라마 《귀신 보는 형사 처용》 ... 한미희 역
- 2014년 웹드라마 《출중한 여자》 ... 예슬 역
- 2014년 웹드라마 《썸남썸녀》 ... 여자3호 꽃미녀 역 (Daum tvpot)
- 2015년 MBC 수목드라마 《앵그리맘》 ... 안태희 역
- 2015년~2016년 MBC 주말드라마 《엄마》 ... 김민지 역

### 예능
- 2018년 MBC 에브리원 《비디오스타》

### 뮤직비디오
- 2015년 지아 - 가을타나 봐